# Ададуров, Василий Васильевич
Васи́лий Васи́льевич Ададу́ров (1765—1845) — российский командир эпохи наполеоновских войн, генерал-майор.

## Биография
- 1781 год — поступил в лейб-гвардии Преображенский полк подпрапорщиком.
- 1788—1790 годы — участвовал в войне со шведами, находясь на гребной флотилии в Финском заливе.
- 6 апреля 1798 года — из полковников лейб-гвардии Измайловского полка был произведён в генерал-майоры с назначением шефом Тифлисского мушкетёрского полка (06.04.1798–05.10.1798).
- 5 октября 1798 года — «за промедление в прибытии к новой должности» уволен в отставку.
- март 1801 года — принят на службу
- 8 ноября 1804 года — назначен шефом Тобольского мушкетёрского полка (08.11.1804–09.02.1805).
- 9 февраля 1805 года — вышел в отставку.
- 7 сентября 1805 года — вернулся на действительную службу и был назначен шефом Пензенского мушкетерского полка (07.09.1805–04.02.1808).
- 4 февраля 1808 года — вышел в отставку.
- 1812 год — вступил в Петербургское ополчение и назначен начальником 2-й дружины. Сражался с французами под Полоцком и Чашниками.
- 1813 год — находился при осаде Данцига, командуя 1-й дивизией Петербургского ополчения.
- мая 1813 года — командовал всем ополчением после ранения начальника ополчения А. А. Бибикова.
- 12 июня 1815 года — вышел в отставку, поселился в Петербурге.

Похоронен на Лазаревском кладбище Александро-Невской лавры.